# Francis Vincent
Francis Vincent, dit L'Indien, né le 28 septembre 1949, est un pilote de rallye français.

## Biographie
Il fait ses débuts en 1968, à l'occasion du rallye de l'Endurance, sur Renault 8 Gordini.
Il s'est classé à deux reprises dans les cinq premiers d'épreuves du WRC, dont un podium: 3e du rallye SanRemo 1978, et 5e du Tour de Corse 1977 ( 6e en 1975, et 8e en 1982).

## Titre
- Champion de France des rallyes du Groupe 1: 1974, avec Bonnet, sur Alfa Romeo Alfetta;

## Victoires
- Rallye du Mont-Blanc en 1975 (Groupe), copilote Michel Rousseau sur Alfa Romeo Alfetta GTV;
- Rallye Ain Jura en 1977, copilote François Calvier sur Fiat 131 Abarth;
- Rallye du Var en 1978, copilote François Calvier sur Porsche 911 Carrera;
- Critérium Jean Behra en 1979, copilote Willy Huret sur Porsche 911 SC;
- Critérium Alpin en 1979 et 1981, copilote Willy Huret sur Porsche 911 SC;
- Rallye d'Antibes en 1981, copilote Willy Huret Porsche 911 SC;
- Rallye du Mont-Blanc en 1983, copilote Willy Huret sur Ferrari 308 GTB;

Division inférieure:
Rallye du Quercy en 1978, copilote Michel Rousseau sur Porsche 911 Carrera RS;

## Victoire de Groupe
- Groupe 1 au Tour de France automobile en 1974, copilote Jacques Delaval sur Alfa Romeo GTV (et 4e au général en 1981, copilote Willy Huret sur Porsche 911 SC);

## Podium en WRC
- 3e du Rallye Sanremo en 1978, copilote le belge Willy Lux (futur navigateur de Grégoire de Mevius) sur Porsche 911 SC;

## Podiums en ERC
- 3e des 24 Heures d'Ypres en 1983 (avec Willy Huret);
- 3e du rallye d'Antibes en 1986 (avec Michel Rousseau, futur navigateur de Pierre-César Baroni);
- 3e du rallye du Var en 1986 (avec M. Rousseau).